# Malagopsis doggeri
Malagopsis doggeri är en stekelart som beskrevs av Donald L.J. Quicke och Laurenne 2005. Malagopsis doggeri ingår i släktet Malagopsis och familjen bracksteklar. Inga underarter finns listade i Catalogue of Life.